# Bataille de Vinjesvingen
Seconde Guerre mondiale
Batailles
Campagnes du Danemark et de Norvège
- Incident de l'Altmark
- Opération Wilfred
- Opération Weserübung
- Plan R 4
- Campagne de Norvège
- Bataille du détroit de Drøbak
- Bataille de Midtskogen
- Bataille de Narvik
- Opération Hammer
- Bataille de Dombås
- Forteresse d'Hegra
- Bataille de Vinjesvingen
- Opération Alphabet
- Opération Juno
- Îles Féroé
- Invasion de l'Islande
- Groenland
- Opération Doomsday

Front d’Europe de l’ouest
Front d’Europe de l’est
Campagnes d'Afrique, du Moyen-Orient et de Méditerranée
Bataille de l’Atlantique
Guerre du Pacifique
Guerre sino-japonaise
La bataille de Vinjesvingen est livrée en mai 1940 dans le comté de Telemark en Norvège. Ce fut l'un des deux derniers bastions de la résistance norvégienne dans le sud du pays durant la Seconde Guerre mondiale, avec celui de la forteresse d'Hegra. La bataille de Vinjesvingen est l'une des batailles de la campagne de Norvège.

## Avant la bataille
Sous le second commandant Thor O. Hannevig, les Norvégiens ont tenu position face aux forces supérieures allemandes jusqu'au cinq mai 1940. Hannevig a réussi à faufiler une charge importante d'armes, de matériel et de carburant à partir des dépôts juste en face des forces allemandes. L'équipement a été apporté à Vinje et Vågsli dans le Telemark, où Hannevig créa une unité qui fut connue sous le nom de Régiment d'Infanterie de Telemark. Le plan était d'empêcher l'avancée allemande vers l'ouest par le biais de Telemark et de Setesdal, et à soutenir des renforts alliés de l'ouest.

## Équipement norvégien
Les Norvégiens ont utilisé des fusils à verrou Krag-Jørgensen, des fusils-mitrailleurs légers Madsen et des Colt M/29, des mortiers (81 mm) et des mines et explosifs pour détruire les ponts et les routes.

## La bataille
Une grande mobilisation a eu lieu dans les environs, et les effectifs furent d'environ trois cents individus, mais le nombre changeait constamment. Plusieurs petits combats eurent lieu, la plupart des embuscades contre l'armée allemande, utilisant des armes légères et des IED. Les défendeurs norvégiens ont souvent détruit ou endommagé des ponts ou des routes pour ralentir les Allemands. La principale bataille s'est tenue du 3 au 5 mai 1940. De grandes forces allemandes furent déployées dans les environs et leurs pertes furent considérables. Lorsque Hannevig réalisa que le sud du pays était perdu et que les forces alliées d'Åndalsnes ne pourraient pas passer par l'ouest, il commença des négociations pour la capitulation. La bataille de Vinjesvingen eut un grand effet symbolique durant l'occupation et conduisit à une hausse du moral à une occupation dépressive. Elle ne fut cependant pas connue dans le reste du pays pendant son déroulement.

### Annexe
- (en) Cet article est partiellement ou en totalité issu de l’article de Wikipédia en anglais intitulé « Battle of Vinjesvingen » (voir la liste des auteurs).